# Heinrich Northoff
Heinrich Northoff, auch Nortaust (* um 1474 in Lübeck; † nach 1503) war ein deutscher Kleriker und Rotanotar.

## Leben
Heinrich Northoff entstammte einer Lübecker Kaufmannsfamilie. Er war ein Sohn des 1497 verstorbenen Lübecker Kaufmanns Johann Northoff; der Kaufmann und Humanist Christian Northoff war sein jüngerer Bruder. Die genauen Lebensdaten von Heinrich sind nicht überliefert. Gemeinsam mit dem Lübecker Kaufmannssohn Bernhard Schinkel immatrikulierte sich Heinrich am 21. Mai 1492 zum Studium an der Universität Rostock, wo beide im Sommersemester 1493 zum Bakkalar promoviert wurden.
1496 studierte er gemeinsam mit Schinkel kanonisches Recht an der Universität Löwen und ab Herbst/Winter an der Universität Paris, wo er gemeinsam mit seinem Bruder Christian von Erasmus von Rotterdam als Doktorand und von Augustinus Vincentius Caminadus privat unterrichtet wurde. Er erwarb an der Universität den Magister artium. Der Bruder Christian Northoff ist offenbar identisch mit dem Christianus in den Familiarum colloquiorum formulae. Diese Gespräche im vertrauten Familienkreis, ein Handbuch gebildeter Unterhaltung, dienten in ihrer Urform speziell der Bildung der Brüder Northoff. Der an der Universität Löwen lehrende Lübecker Humanist und Mäzen Adolf Greverade war der Adressat eines Briefes von Erasmus von Rotterdam vom 18. Dezember 1497 oder 1498. In dem Brief rühmte Erasmus, der Adolf Greverade nicht persönlich kannte, aber durch den bei ihm wohnenden Heinrich Northoff von ihm gehört hatte, Adolf wegen seiner besonderen Nähe zum Kirchenvater Hieronymus und lud ihn zur Mitarbeit an einer Ausgabe der Werke des Hieronymus ein.
Im Jahr 1500 reiste Christian mit seinem Bruder Heinrich, der 1496 oder 1498 als Notar an die Rota Romana berufen worden war, nach Rom, wo sie im Collegio Teutonico di Santa Maria dell’Anima wohnten. Als Rotanotar ist Heinrich Northoff bis 1503 belegt. Als Mitglied der Anima seit 1500 war er 1501/1502 deren Provisor.
Er war Inhaber von zwei Vikarien an der Lübecker Marienkirche. Der Lübecker Ratsherr Konrad Wibbeking war sein Schwager.